# Бранислав Стојадиновић
Бранислав Стојадиновић (Књажевац, 19. фебруар 1945 – Београд, 10. фебруар 2002) био је професор књижевности, библиотекар, књижевник, хроничар, публициста и новинар из Књажевца. Био је члан Удружења књижевника Србије и директор Народне библиотеке Његош у Књажевцу.
Најпознатија дела су му: роман Лар (1995), Књажевачки кафански живот између два светска рата (2008), Књажевчани у причама (2009).

## Биографија
Основну школу и Гимназију завршио је у Књажевцу, а затим Вишу педагошку школу у Нишу (Група за српски језик и књижевност) и Филолошки факултет у Београду (на истој групи). Запослио се 15. маја 1970. године у Центру за културу Радничког универзитета. Истовремено је био секретар тада основане Општинске заједнице културе. Од 1971. до 1975. секретар је СИЗ-а културе општине Књажевац, па секретар ОК ССРН од 1975. до 1981. Од 1. новембра 1981. до 2002. био је управник Матичне библиотеке „Његош“ у Књажевцу (тј. Народне библиотеке „Његош“, од 1995).
Дао је значајан допринос развоју културе и стваралаштва у општини. Покретач је и непосредни организатор смотри „Сусрети села“, такмичењу ученика основних школа у културним активностима, такмичењу средњошколске и студентске омладине, такмичењу радника, такмичењу рецитатора, такмичењу хорова, такмичењу драмских аматера, Фестивалу културе младих Србије.
Учесник је у припреми и објављивању (као консултант, рецензент, уредник или лектор) неколико дела завичајне историје („Хронологија НОБ“, „На стазама револуционарним“, „Споменик у Књажевцу“, „Тимочка крајина у 19. веку“, монографија „125 година Књажевачке гимназије“, „30 година Центра за социјални рад), неколико збирки поезије младих аутора, више зборника фестивалске поезије, књиге „Историја и књижевност“ и др.).
Аутор је неколико дела завичајне литературе. Био је стални сарадник „Књажевачких новина“, са написима из завичајне и културне историје, и дописник „Борбе“ и „Вечерњих новости“. Сарађивао је у „Развитку“.
Био је координатор монографије „Књажевац у слици и речи“, консултант за израду рукописа хроника насеља Берчиновац, Вина, Жлне, Јелашница и др. Предложио је развојну пројекцију Библиотеке за период 1990-1995. и 1995-2000. Током рада, стекао је звање библиотекара 1990, вишег библиотекара 1992. и библиотекара саветника 2001. године. За рад у развоју културе награђен је Златном значком КПЗ Србије, Плакетом ССРН-а (које му је доделила МОК ССРН Зајечар) и Медаљом заслуга за народ.